# 日置英彰
日置 英彰（ひおき ひであき、1963年11月 - ）は、日本の化学者・教育学者である。現在群馬大学教育学部教授。専門は有機化学。
固相合成法によるイミン型液晶ライブラリーの合成の特許を所持する人物である。

## 来歴・人物
- 1986年3月 - 東北大学理学部化学第二学科卒業。
- 1988年3月 - 東北大学理学部修士理学研究科化学専攻修士課程修了。
- 1988年4月 - 1999年3月 - 徳島文理大学薬学部薬学科助手。
- 1999年4月 - 2007年3月 - 徳島文理大学薬学部薬学科助教授。
- 2007年4月 - 2010年3月 - 徳島文理大学薬学部薬学科准教授。
- 2010年4月 -  群馬大学教育学部理科専攻教授。

## 専門分野
有機化学
- 天然有機化合物の全合成
  - 不斉合成・テルペン

- 分子認識
  - カリックスアレーン・コンビナトリアル化学

- コンビナトリアル化学
  - 固相合成・ヘテロ環合成（新規リンカーの開発と、含窒素ヘテロ環化合物の固相コンビナトリアル合成法の開発）

## 受賞学術賞
- 日本薬学会中国四国支部奨励賞

## 特許
- 固相合成法によるイミン型液晶ライブラリーの合成

## 所属学会
- 日本薬学会
- 日本化学会
- アメリカ化学会
- 有機合成化学協会
- コンビケム研究会